# Cabazon
Cabazon est une census-designated place du comté de Riverside, dans l'État de Californie, aux États-Unis,. En 2020, elle compte une population de 2 629 habitants.
Cabazon est également connu par certains joueurs du jeu fallout new vegas pour son célèbre dinosaure.